# Karibisk revhaj
Karibisk revhaj (Carcharhinus perezii) är en hajart som först beskrevs av Felipe Poey 1876. Den ingår i släktet Carcharhinus, och familjen revhajar. IUCN kategoriserar arten globalt som nära hotad. Inga underarter finns listade. Den lever i tropiska vatten i Nord-, Syd- och Centralamerika och är som vanligast i Karibien. Den kan bli upp till 3 meter lång.